# Liste von Persönlichkeiten der Stadt Bad Liebenwerda
Diese Liste enthält Persönlichkeiten, die mit der südbrandenburgischen Kurstadt Bad Liebenwerda im Landkreis Elbe-Elster in Verbindung stehen. Die Liste erhebt keinen Anspruch auf Vollständigkeit.

## Ehrenbürger
| Name                  | geb. | in          | gest. | in              | Anmerkung |
| --------------------- | ---- | ----------- | ----- | --------------- | --- |
| G. Wilhelm Hentschel  |      |             |       |                 | Senator, Ehrenbürgerschaft verliehen im Herbst 1917. Er unterstützte den Bau des Moorbades in Liebenwerda und war Hauptstifter bei der Errichtung der Trauerhalle auf dem Stadtfriedhof. |
| Heinz Tiemeyer        |      |             |       |                 | Ehrenbürgerschaft verliehen am 27. Januar 1993. Bürgermeister von 1991 bis 1993. Verstorben am 8. Oktober 2005 in Lübbecke-Gehlenbeck. |
| Walter Hartwig        |      |             | 1997  |                 | Der ehemalige Stadtchronist bekam die Ehrenbürgerschaft am 9. November 1994 verliehen. |
| Dieter Voigt          |      |             |       |                 | Ehrenbürgerschaft verliehen am 24. September 2000, ehemaliger Kantor der evangelischen St. Nikolai-Gemeinde und Mitbegründer der Städtepartnerschaft mit Lübbecke. |
| Egon Norbert Schindel |      |             |       |                 | Ehrenbürgerschaft verliehen am 14. Mai 2004 für seine unternehmerischen Aktivitäten, welche der Stadt weitere Bekanntheit und Arbeitsplätze brachten (siehe Rhön-Sprudel-Gruppe). |
| Wolfgang Liebe        | 1917 | Liebenwerda | 2017  | Bad Liebenwerda | Pharmazierat, Ehrenbürgerschaft verliehen am 17. Juni 2007, ältester selbstständiger Apotheker Deutschlands. Ausgezeichnet für sein Lebenswerk und seine Aktivitäten im sozialen Bereich, seit 26. Juli 2009 auch mit der Ehrendoktorwürde der Internationalen Universität Kirgisistan in Bischkek ausgezeichnet. |
| Horst Kuhl            |      |             |       |                 | Ehrenbürgerschaft verliehen im Mai 2010 |
| Dietmar Menzel        |      |             |       |                 | Ehrenbürgerschaft verliehen im Juni 2016 |
| Helmut Andrack        |      |             |       |                 | Ehrenbürgerschaft verliehen im Juli 2016 |

## Söhne und Töchter der Stadt
| Name                          | geb.     | in                     | gest.     | in              | Anmerkung                                                                         |
| ----------------------------- | -------- | ---------------------- | --------- | --------------- | --------------------------------------------------------------------------------- |
| Wenzeslaus Brack              |          | Liebenwerda od. Meißen | 1495      | Salzburg        | Frühhumanist und Arzt, Leibarzt des Kaisers Friedrich III.                        |
| Elias Schadäus                | 1541     | Liebenwerda            | 1593      | Straßburg       | Theologe                                                                          |
| Eustachius Schildo            | vor 1547 |                        | nach 1569 |                 | Theologe, stammte aus Liebenwerda                                                 |
| Johann Christian Pfennig      | 1706     | Kröbeln                | 1787      | Kröbeln         | Orgelbauer                                                                        |
| Friedrich Christoph Gestewitz | 1753     | Prieschka              | 1805      | Dresden         | Komponist und kursächsischer Kapellmeister                                        |
| Gustav Alexander Bielitz      | 1769     | Liebenwerda            | 1841      | Naumburg        | Jurist                                                                            |
| Wilhelm Ferdinand Bärensprung | 1792     | Liebenwerda            | 1855      | Werdau          | Pfarrer                                                                           |
| Gotthard Daniel Fritzsche     | 1797     | Liebenwerda            | 1863      | Lobethal        | Theologe und Begründer der Evangelisch-Lutherischen Kirche in Australien          |
| Ernst Theodor Echtermeyer     | 1805     | Liebenwerda            | 1844      | Dresden         | Philosoph und Philologe                                                           |
| Emil Heinrich Taube           | 1819     | Liebenwerda            | 1892      | Danzig          | lutherischer Theologe                                                             |
| Friedrich Bormann             | 1828     | Liebenwerda            | 1922      |                 | Eisenbahndirektor und Mitglied des Deutschen Reichstags                           |
| Eduard Rüffer                 | 1835     | Lausitz                | 1878      | Prag            | Schriftsteller                                                                    |
| Ernst Eberhard                | 1843     | Liebenwerda            | 1909      |                 | populärwissenschaftlicher Schriftsteller                                          |
| Hermann Trescher              | 1849     | Liebenwerda            | 1890      | Torgau          | Journalist, Schriftsteller                                                        |
| Carl Schulze                  | 1893     | Liebenwerda            | 1960      | Mosbach         | Politiker                                                                         |
| Richard Riedel                | 1895     | Liebenwerda            | 1979      | Friedrichsdorf  | Journalist, Drehbuchautor und Filmproduktionsleiter                               |
| Erich Müller                  | 1897     | Liebenwerda            | 1980      |                 | Schriftsteller                                                                    |
| M. Karl Fitzkow               | 1900     | Liebenwerda            | 1970      |                 | Denkmalschützer und Heimatforscher                                                |
| Erwin Wendt                   | 1900     | Liebenwerda            | 1951      | Bielefeld       | Maler                                                                             |
| Margarete Henrÿ               | 1914     | Liebenwerda            | ?         |                 | Lehrerin                                                                          |
| Wolfgang Liebe                | 1917     | Liebenwerda            | 2017      | Bad Liebenwerda | Apotheker                                                                         |
| Renate Neumüllers-Klauser     | 1925     | Bad Liebenwerda        | 2014      |                 | Historikerin und Inschriftenforscherin                                            |
| Helmut R. Schulze             | 1929     | Bad Liebenwerda        |           |                 | Fotojournalist                                                                    |
| Heinz Töpfer                  | 1930     | Neudobra               | 2009      | Dresden         | Hochschulprofessor für Regelungs- und Steuerungstechnik                           |
| Karola Hesse                  | 1935     | Bad Liebenwerda        |           |                 | Universitätsprofessorin für Wirtschaftsrecht an der Universität Halle bis 1990    |
| Peter Huckauf                 | 1940     | Bad Liebenwerda        |           |                 | Schriftsteller                                                                    |
| Heidemarie Salevsky           | 1944     | Bad Liebenwerda        |           |                 | Dolmetscherin, Übersetzerin, Autorin und Professorin für Translationswissenschaft |
| Karoline Weidt                | 1995     | Bad Liebenwerda        |           |                 | Jazzmusikerin                                                                     |

## Weitere Persönlichkeiten, die mit der Stadt in Verbindung stehen
| Name                                  | geb. | in                     | gest. | in                   | Anmerkung |
| ------------------------------------- | ---- | ---------------------- | ----- | -------------------- | --- |
| Margaretha von Österreich             | 1416 | Innsbruck              | 1489  | Altenburg            | Die Ehefrau des sächsischen Kurfürsten Friedrich der Sanftmütige erhielt das Schloss Liebenwerda als Wittum.      |
| Euphemia von Oels                     | 1390 |                        | 1444  |                      | Ehefrau des Kurfürsten Albrecht III. von Sachsen-Wittenberg                                                       |
| Georg Lysthenius                      | 1532 | Naumburg (Saale)       | 1596  | Dresden              | Reformer, Theologe und Superintendent in Liebenwerda von 1567 bis 1573                                            |
| Martin Knobloch                       | 1684 | Halle (Saale)          | 1759  | Wurzen               | Der Pädagoge und evangelische Theologe, übernahm 1726 die Superintendentur in Liebenwerda.                        |
| Johann Gottfried Pilarik              | 1705 | Wittenberg             | 1764  | Großenhain           | Der Superintendent und Kirchenlieddichter, übernahm 1738 die Superintendentur in Liebenwerda.                     |
| Rudolph Friedrich von Wichmannshausen | 1711 | Dresden                | 1762  | Delitzsch            | Der Theologe und Philosoph wirkte von 1739 bis 1753 als Superintendent in Liebenwerda.                            |
| Traugott August Seyffarth             | 1762 | Sitzenroda             | 1831  | Freiberg             | Superintendent von 1799 bis 1809 in Liebenwerda.                                                                  |
| Gotthilf Pilarik                      |      |                        |       |                      | Er wurde 1754 Diakon in Liebenwerda.                                                                              |
| Johann Gottfried am Ende              | 1752 | Voigtsdorf             | 1821  | Neustadt an der Orla | evangelischer Pfarrer und Superintendent in Liebenwerda von 1789 bis 1799                                         |
| Julius Adolph Stöckhardt              | 1809 | Röhrsdorf              | 1886  | Tharandt             | Der Agrikulturchemiker absolvierte von 1824 bis 1828 eine Ausbildung als Apotheker-Gehilfe in Liebenwerda         |
| Eduard Dietrich                       | 1860 | Sittendorf             | 1947  | Berlin               | Der Arzt und preußische Medizinalbeamte war in der Zeit von 1889 bis 1896 Kreisphysikus in Liebenwerda            |
| Ernst von Bredow                      | 1834 | Charlottenburg         | 1900  | Liebenwerda          | Rittergutsbesitzer, Landrat und Mitglied des Deutschen Reichstags.                                                |
| Heinrich Nebelsieck                   | 1861 | Landau/Waldeck         | 1950  | Bad Wildungen        | Evangelischer Pfarrer und Heimatforscher, Superintendent von 1903 bis 1917 in Liebenwerda                         |
| Oskar Hergt                           | 1869 | Naumburg (Saale)       | 1967  | Göttingen            | Der Jurist, Verwaltungsbeamte und Politiker (DNVP) war in Liebenwerda als Amtsrichter tätig.                      |
| Herrmann Robert Reiss                 | 1844 | Groß Bubainchen/Pregel | 1911  | Liebenwerda          | Firmengründer und Erfinder                                                                                        |
| Max Beninde                           | 1874 | Woiselwitz             | 1949  | Rondorf              | Hygieniker, wirkte in Liebenwerda als Kreisarzt                                                                   |
| Emil Mechau                           | 1882 | Seesen                 | 1945  | Koßdorf              | Konstrukteur und Kinopionier, absolvierte seine Lehre als Feinmechaniker bei der Firma Reiss in Liebenwerda.      |
| Wolfgang Kieling                      | 1924 | Berlin-Neukölln        | 1985  | Hamburg              | Schauspieler, verbrachte als Kind des häufiger die Sommerferien in Bad Liebenwerda bei seiner Großmutter.         |
| Heinrich Joseph Horwitz               | 1824 | Putzig                 | 1899  | Berlin               | Der Jurist und Mitglied des Deutschen Reichstags ließ sich 1858 in Liebenwerda als Rechtsanwalt und Notar nieder. |
| Carl Lorenz                           | 1913 | Riesa                  | 1993  | Bad Liebenwerda      | Radrennfahrer und Olympiasieger                                                                                   |